# Куза, Александру Ион
Алекса́ндру Ион Ку́за (Алекса́ндр Иоа́нн I; молд. и рум. Александру Иоан Куза, Alexandru Ioan Cuza; 8 [20] марта 1820, Бырлад — 3 [15] мая 1873, Гейдельберг) — господарь Соединённых княжеств Молдавии и Валахии, первый правитель объединённой Румынии. Активно участвовал в революционном движении 1848 года и был сторонником объединения румынских княжеств. 5 января 1859 года стал господарём Молдавского княжества, 24 января 1859 года - господарём Валашского княжества, из-за чего впоследствии эти два княжества объединились. Став господарём объединённого государства, начал добиваться политического и дипломатического признания со стороны Порты и других стран Европы, далее начал проводить конституционные и административные реформы, которые завершил в 1862 году, когда Валахия и Молдавия официально были объединены, к этому времени было сформировано современное унитарное государство с одним правителем, одной конституцией, одной столицей (Бухарест).
Куза был вынужден отречься от престола в 1866 году из-за военного заговора Чудовищной коалиции.

## Биография
Родился 8 (20) марта 1820 года в Бырладе. Происходил из боярской семьи. Отец Иоан Куза (1783—1848) был помещиком в жудеце Фэлчиу. Мать Султана Куза (1795—1865) происходила из известной семьи фанариотов — Козадини. Александр Иоан Куза получил европейское образование, стал офицером в молдавской армии и дослужился до полковника. Женился на Елене Розетти в 1844 году.
В 1848 году Молдавия и Валахия были охвачены революциями. В Молдавии революция была быстро подавлена, но в Валахии оппозиционеры захватили власть и правили в течение лета. В это время Кузу перевозят в Вену в качестве пленника, где он был освобождён с помощью английской армии.
В 1858 году во время правления князя Григория Гика в Молдове Куза стал военным министром Молдавии. В это время Куза становится видным политиком и активно выступает за объединение Молдавии и Валахии. Пользуясь неоднозначностью в тексте Парижского договора, становится правителем Молдавии (5 января 1859 года) и Валахии (24 января 1859 года).

## Движение за объединение
Объединение Молдавии и Валахии тесно связано с избранием Александра Иоана Кузы в качестве правителя в обоих государствах. Тем не менее это объединение было сложным процессом, основанным на экономической и культурной близости между двумя странами. Плебисцит в пользу объединения в обеих странах привёл к Парижской конференции 1858 года, в которой участвовали Великие державы. Результатом этой конференции стало избрание Кузы в качестве правителя Молдавии и Валахии, из-за чего впоследствии произошло объединение. В 1862 году была принята новая единая конституция. После отстранения Кузы от власти в 1866 году, к власти пришёл принц Кароль Гогенцоллерн-Зигмаринген. При нём была принята конституция, согласно которой государство приобретало новое название — Румыния.

## Реформы
После объединения Куза и его ближайший соратник — Михаил Когэлничану (министр, а впоследствии премьер министр Румынии), инициировали важные внутренние реформы: секуляризация монастырей (1863 год), аграрная реформа, реформа образования, судебная реформа (эти три реформы проведены в 1864 году) и другие.
Встретив сопротивление со стороны правительства и Национального собрания, состоящего из представителей дворянства и крупной буржуазии, проведению реформ, Куза в 1863 году создаёт правительство под руководством Михаила Когэлничану, которое начало секуляризацию монастырских земель (декабрь 1863 года). В том же году путём референдума была введена новая конституция и новый избирательный закон, направленный на избрание парламента путём народного голосования. 14 августа 1864 года был введён закон об аграрной реформе. Во времена правления Кузы был разработан Гражданский кодекс и Уголовный кодекс по французскому образцу. Было также введено обязательное начальное образование, основан первый университет в Яссах (в 1860 году). Также в этот период была организована национальная армия.

### Секуляризация церковных земель
К середине XIX века более четверти сельхозугодий Румынии контролировалось необлагаемыми налогом подворьями монастырей Афона и Иерусалима. Чтобы избежать утечки средств за рубеж, Куза решил конфисковать эти земли, предложив Константинопольскому патриархату компенсацию, однако патриарх Софроний III отказался вести переговоры.
Закон о секуляризации монастырей и церквей был принят для того, чтобы отобрать у монастырей и церквей земли в пользу государства, а также для того, чтобы «увеличить богатство страны». Также во времена правления Кузы некоторые монастыри были закрыты или превращены в приходские церкви. Куза также установил налог на 10 % от чистой прибыли монастырей и церквей. Из-за этих реформ молдавский митрополит Софроний Миклеску сделал несколько протестов, которые привели впоследствии к отстранению Миклеску от должности митрополита. Закон о секуляризации был принят 13 декабря 1863 года. Национальное собрание проголосовало следующим образом: за секуляризацию церквей и монастырей проголосовало 93 против 3. В общей сложности в результате этой реформы у церквей и монастырей было взято около 25 % всех земельных участков страны.

### Земельная реформа
В Объединённой Румынии сразу началась крестьянская проблема. Крупные помещики противились проведению каких-либо реформ, особенно наделению крестьян землёй и их освобождению от крепостной зависимости. Промышленная и торговая буржуазия, возглавляемая Когэлничану, нуждалась в свободной рабочей силе, и поэтому выступала за освобождение крестьян.
По мере развития капитализма в стране кризис крепостнического строя в Румынии углублялся. Крестьянские волнения нарастали. Особенно широкий размах приняли выступления крестьян в 1861 году.
Восставшие крестьяне уезда Бузеу под предводительством Ница Малайеру направились в Бухарест. Крестьяне открыто заявляли, что «хотят разбить головы боярам». Они требовали отмены крепостной зависимости и проведения аграрной реформы.
Ввиду регулярных крестьянских волнений в 1864 году в парламенте началось обсуждение нового закона об аграрной реформе, предусматривавшего отмену барщины, оброка и других повинностей для крестьян, а также наделение части крестьян землёй. Из 467 тыс. крестьянских хозяйств земельные наделы должны были получить 71 тыс.; им предполагалось предоставить 413 тыс. га земли, то есть в среднем по 5,7 га на каждую семью. За полученную землю крестьяне в течение 15 лет должны были уплачивать большие выкупные платежи.
Однако этот законопроект, несмотря на ограниченность, вызвал резкое сопротивление помещиков, особенно крупных. Национальный совет, который целиком состоял из помещиков, пытался отвергнуть законопроект. Некоторые члены совета требовали даже вмешательства турецких войск, чтобы воспрепятствовать проведению аграрной реформы. Тогда Куза распустил Национальное собрание и изменил избирательный закон. По новому закону в выборах могли участвовать граждане, достигшие 21 года и платившие 48 лей налога. Снижение возрастного и имущественного ценза нанесло удар политическому влиянию крупных землевладельцев; основную массу избирателей теперь составляли буржуазные элементы. Новое Национальное собрание утвердило закон об аграрной реформе.

### Другие реформы
В правительстве Михаила Когэлничану любым реформам придавали очень большое значение. Помимо основных законов были приняты и другие важные законы: Закон о бухгалтерском учёте, Закон об окружных советах, Уголовный кодекс и Закон о государственном образовании и создании Государственного совета. Была создана Национальная школа искусств в Бухаресте, во главе которой был назначен Теодор Аман. Также была открыта Школа ветеринарной медицины.

#### Первая железнодорожная линия в Румынии
В сентябре 1865 года Куза дал британской компании начать строительство железной дороги Бухарест-Филарет-Джурджу (самый короткий маршрут, соединяющий Бухарест с рекой Дунай. Длина железной дороги была 70 км, стоимость составляла 196 500 франков за километр строительства. 19 октября 1869 года при короле Кароле I открывается эта железная дорога, которая впоследствии расширяется в 1870 году ещё на 2,6 км до города Смырдан.

## Отречение от престола
Режим Кузы вызывал недовольство у либералов и неоконсерваторов. Была создана так называемая чудовищная коалиция, которая собиралось устроить заговор для отречения Кузы от престола. План по отречению Кузы был реализован при помощи армии во главе с полковником Н. Хараламбие и майором Д. Леккой, и они заставили князя отречься от престола в ночь на 23 февраля 1866 года. Александру Иоан Куза не только не принял меры в отношении заговора, но и сказал, что готов отречься. В акте об отречении от престола было написано:

Я, Александру Иоана l, по желанию всей нации отрекаюсь от престола сегодня, 11 февраля 1866 года, и передаю власть в руки господарского представительства и министерства, избранного народом.— 
Через два дня Куза, его жена, любовница и два сына уехали в Брашов. Отречение Кузы было отмечено в течение З дней в Яссе молдавскими патриотами, которые считали, что это было началом отделения Молдавии от Валахии.
Было создано господарское представительство, состоящее из Ласкэра Катарджиу, Николае Голеску и полковника Николае Хараламбие, управлять правительством был назначен Ион Гика, руководителем Сената и комиссии был провозглашён Филипп Фландрии, ему также предлагали стать господарём, но он отказался. Правление господарского представительства закончилось только после того, как Кароль Гогенцоллерн-Зигмаринген стал господарём Румынии 10 мая 1866 года.
По мнению историков, отречение Кузы имело серьёзные последствия для государства, в частности:
1. После отречения Кузы крестьяне испугались, что закон об аграрной реформе не вступит в силу.
2. 3 апреля 1866 года в Яссах была проведена демонстрация сепаратистов, которые не желали объединения. Сепаратистами предлагалось создать независимую Молдавию во главе с Нунуцэ Розновану.
3. Османская империя, которая не признала объединения, мобилизовала свою армию на Дунае для нападения на Румынию.

Остальную часть своей жизни он провёл в изгнании, большую часть времени жил в Париже, Вене и Висбадене. Он пытался вернуться в Румынию как частное лицо, но не смог, потому что Совет министров отказался предоставить ему разрешение на въезд в страну.

## Смерть
Умер в Гейдельберге 3 мая 1873 года. Первоначально он был похоронен в Королевской церкви, рядом с Королевским дворцом в Ружиноасэ, но после Второй мировой войны его останки были перенесены в церковь Трёх Святителей в Яссах.
Оба сына Кузы умерли бездетными.
В 2018 году Александру Иоанн Куза был посмертно избран членом Румынской академии.